# Peperomia retusa
Peperomia retusa är en pepparväxtart som först beskrevs av L. fil., och fick sitt nu gällande namn av Albert Gottfried Dietrich. Peperomia retusa ingår i släktet peperomior, och familjen pepparväxter.

## Underarter
Arten delas in i följande underarter:
- P. r. bachmannii
- P. r. mannii